# Lappträsk, Haparanda kommun
Lappträsk (på finska: Lapinjärvi eller Lappijärvi) är en ort vid Länsväg 398 nordvästra delen av Haparanda kommun, Norrbotten. Orten ligger i Karl Gustavs socken, vid sjön Lappträsket.
Lappträsk hade en järnvägsstation vid Haparandabanan som var i bruk 1915–1992. Stationen är belägen norr om byn, på Kukkola bys ägor. Avståndet mellan byn i söder och stationen i norr är omkring fyra kilometer. Mitt emellan dessa två punkter ligger Lappträsks kyrka.

## Historia
Lappträsk avvittrades från Kukkola bys ägor på 1780-talet.

## Järnväg

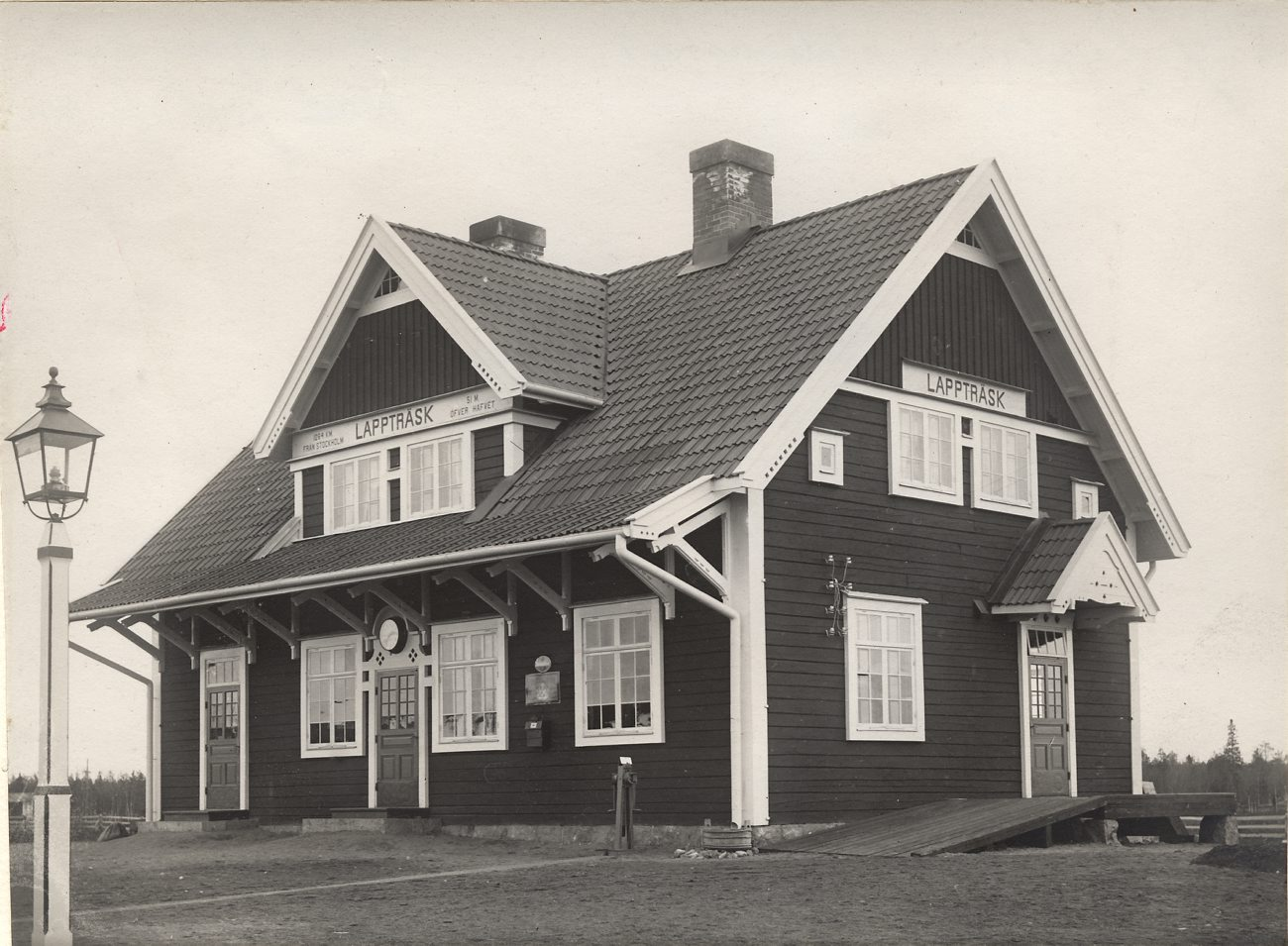
Historisk bild av Lappträsk station som den såg ut i början av 1900-talet.

År 1910 öppnades Lappträsk station längs med den nybyggda Haparandabanan. Persontrafiken längs Haparandabanan lades ned i augusti 1992 och sedan bedrevs godstrafik fram till 2012 på banan, bortsett från sommaren 2000 när persontrafiken tillfälligt återupptogs.

### Oja hållplats
I området Oja fanns det en hållplats på Haparandabanan från 1 januari 1946 till 30 juni 1975.

### Laga skifte
Laga skifte i Lappträsk by genomfördes mellan 1861 och 1864 och fastställdes 1865. Efter laga skiftet fanns följande gårdsnamn i byn:

- Oja
- Isokoski
- Kauppila
- Anttila eller Lehto
- Anttila eller Mäki-Anttila
- Anttila eller Haasiomäki
- Saukola
- Mäki-Perttu
- Ranta-Perttu
- Risto
- Kangas
- Jyrkä
- Hammaskoski
- Lahti
- Hakkanen
- Vittikkohuhta
- Suovaniemi

### Befolkningsantal
Vid folkräkningen 1890 hade Lappträsk by 393 invånare.

### Skola
Den 2 november 1888 fattades beslut att en folkskola skulle inrättas i Lappträsk. 1892 startade skolverksamheten och skolbyggnaden förlades på hemmanet Lappträsk nr: 8, kallat Ranta-Anttila. Nytt skolhus uppfördes 1929-1930.